# Olaf Fjord
Olaf Fjord, né Ämilian Maximilian Pouch le 3 août 1897 à Graz et mort le 19 avril 1945  à Vienne) est un acteur, un producteur et un réalisateur autrichien.

## Biographie
Olaf Fjord, de son vrai nom Emilian Maximilian Pouch, né le 3 août 1897 et mort le 19 avril 1945 à Vienne, est un acteur, réalisateur et producteur autrichien.
À l’âge de trois ans, il accompagne ses parents en Bosnie-Herzégovine où il grandit dans un monastère bénédictin. 
Pendant la Première Guerre mondiale, il sert temporairement dans l’armée. Il suit une formation à Vienne. Pendant l’hiver 1917-1918, il est remarqué par le réalisateur danois Einar Zangenberg. Il prend le nom de scène d’Olaf Fjord. On le voit comme acteur dans de nombreux films autrichiens, français, tchèques et américains, muets et sonores.
Il interprète le rôle de Louis II de Bavière dans le film Ludwig II d’Otto Kreisler.
Il travaille aussi en tant que producteur, y compris en Allemagne nazie. En janvier 1939, il émigre  aux États-Unis, où il vit pendant un certain temps.

## Filmographie partielle
- 1927 : Napoléon d'Abel Gance
- 1928 : Le Désir d'Albert Durec
- 1928 : Mon cœur au ralenti de Marco de Gastyne
- 1929 : Séduction (Erotikon) de Gustav Machatý
- 1930 : Tarakanova de Raymond Bernard
- 1931 : 1914, fleurs meurtries (1914, die letzten Tage vor dem Weltbrand), de Richard Oswald